# Uddtjärnen, Dalarna
Uddtjärnen är en sjö i Mora kommun i Dalarna och ingår i Dalälvens huvudavrinningsområde.